# Edward Gal
Edward Gal (n. 4 martie 1970, Rheden, Gelderland, Țările de Jos) este un sportiv ce a reprezentat Țările de Jos, medaliat olimpic. A participat la 3 ediții ale Jocurilor Olimpice (2012, 2016, 2020) în care a câștigat o medalie de bronz.